# ウラジーミル・スホムリノフ

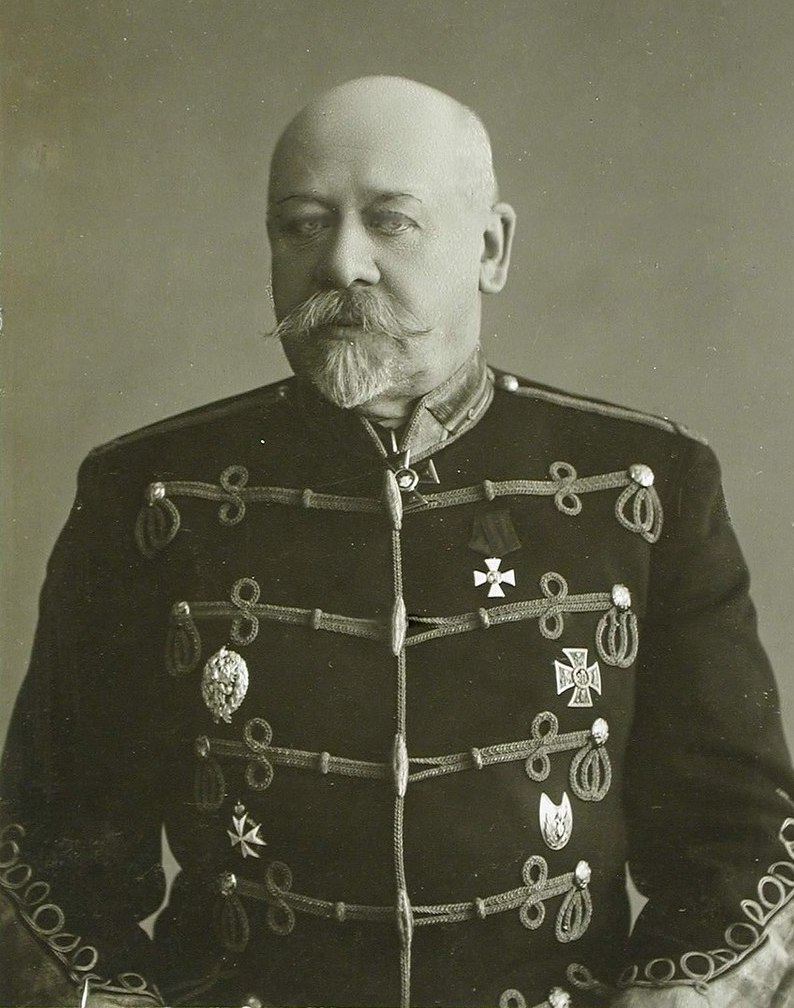
ウラジーミル・スホムリノフ

ウラジーミル・アレクサンドロヴィッチ・スホムリノフ（ロシア語: Влади́мир Алекса́ндрович Сухомли́нов、1848年8月4日 - 1926年2月2日）は、ロシア帝国の軍人。騎兵大将。参謀本部総局長、軍事大臣を務めた。

## 軍事大臣就任まで
現在のリトアニアのカウナスに生まれる。軍人の道を志し1867年にニコライ騎兵学校を卒業。近衛軽騎兵陛下連隊に配属され当時ロシア領だったポーランドのワルシャワに赴任する。1874年にはニコライ参謀本部アカデミー卒業。同年10月に第1親衛騎兵師団先任副官となり、その後近衛胸甲騎兵陛下連隊を指揮する。
1877年からミハイル・スコベレフ将軍の幕僚として露土戦争に従軍。戦時中の功績により、四等聖ゲオルギー勲章を授与される。戦後はニコライ参謀本部アカデミーに招聘され後進の教育にあたった。1884年11月再び第一線に復帰し第6近衛竜騎兵連隊長としてポーランドのスヴァウキに着任。1886年1月に騎兵士官学校長。翌年には第10騎兵師団長としてウクライナのハリコフに赴任。ここから彼はウクライナ方面の要職を受け持つこととなり1899年5月にはキエフ軍管区参謀長、3年後の10月にはキエフ軍管区司令官補佐官、そして日露開戦直後の1904年10月にはキエフ軍管区司令官に正式に就任する。1905年10月にはキエフ・ポジーリャ・ヴォルィーニ総督も兼任することとなり、1908年12月2日、参謀本部総局長として中央に呼び戻される。

## 政府閣僚として
1909年3月11日、軍事大臣に就任。1911年12月6日からは国家評議会議員となる。スホムリノフは日露戦争敗戦後の陸軍の再建と改革に尽力し、その甲斐あって皇帝ニコライ2世の信任を得たが、そのための予算を巡って首相兼蔵相だったウラジーミル・ココツェフとの間に深刻な対立が生まれた。スホムリノフが皇帝の支持を得ていたのに対し、ココフツェフの主な支持者はアレクサンドル・グチコフら有力国会議員であった。またニコライ・ニコラエヴィチ大公、セルゲイ・ミハイロヴィチ大公、アレクセイ・ポリワノフ将軍とも仲も悪かった。政敵達は私生活に至るまでスホムリノフを攻撃し、その引きずり下ろしを図った。グチコフは後に第一次世界大戦中においてもスホムリノフへの攻撃をやめず、後述するミャソエドフ大佐のスパイ事件ではスホムリノフへの責任追及の先頭に立った。
第一次世界大戦勃発時にスホムリノフは予定より24時間早く総動員を整え、早急に同盟国フランスの救援にあたった。しかし東プロイセンに進撃したロシア軍はタンネンベルクの戦いで大敗、その後も戦況は好転せず翌年春までに砲弾不足等、軍の補給問題にも問題が相次いだことで、政敵らの攻撃は一気に苛烈さを増した。止めとなったのはミャソエドフ大佐ら八人のロシア軍人が、ドイツのスパイとしてスホムリノフの官舎を中心に活動していたという売国奴事件である。グチコフらはこぞってスホムリノフを弾劾し、その失脚を謀った。当時の軍最高司令官ニコライ・ニコラエヴィチ大公も弾劾に参加、抗しきれなくなったニコライ2世は6月13日にスホムリノフを大臣から解任した。

### その後
世論の圧力の下、1915年7月15日に「違法無作為、権限踰越、公文書偽造、収賄、国家反逆」の嫌疑でスホムリノフの取調が始まった。翌年4月29日には彼は正式に逮捕され、ペトロパヴロフスク要塞のトルベツ稜堡に収監された。しかし何も証拠は発見されなかったため、ニコライ2世は10月11日に内務大臣アレクセイ・フヴォストフ、A・マカロフらの反対を押し切りスホムリノフを要塞から釈放、自宅軟禁とした。
新たに軍事大臣となったポリワノフは自らが主宰する国防特別会議を通じて軍、ひいてはロシア経済全体に対する統制を高めた。その結果1916年の生産量は前年と比較して小銃は約2倍、機関銃は4倍、弾薬は70％、火砲は2倍、砲弾は3倍以上増大した。しかし国内経済を軍需分野へ大幅に振り向けた結果国内の生産業は混乱に陥り、各地で物不足が多発するようになった。英国のエドワード・グレイ外相は1916年1月、イギリスを訪問したロシア国会議員達に向かい、「貴国がもし戦争のまっただ中に陸相を売国奴として裁判に附す決心をしたのであれば、さぞかし勇敢な政府といえよう」と皮肉っている。その後イギリスはドイツの攻撃によって船舶が不足した事を理由として、ロシアが保有する商船の大半をイギリスに譲り渡すよう要求した。
二月革命後彼の取調は再開され、彼の妻も共犯者として加えられた。審理は1917年8月10日から9月12日まで続けられた。被疑事実の大部分は立証されなかったが、ロシア軍の戦争準備を怠ったとして有罪とされ、9月20日に終身刑を言い渡され、全特権を剥奪された（妻は無罪）。再びトルベツ稜堡に収監された。
十月革命後、クレストィ刑務所に移送された。1918年5月1日、高齢を理由に恩赦が与えられ、釈放。その後フィンランド、後にドイツに移住し回想録を執筆後亡くなった。

## 著書
- 「回想」（Воспоминаний）、1924年、ベルリン